# Rechazo hiperagudo
El rechazo hiperagudo es un tipo de rechazo inmunológico que se produce tras el trasplante de órganos sólidos. En la clasificación de los tipos de rechazo, este es el más rápido, porque sucede durante minutos u horas después de desclampar los vasos del órgano trasplantado. Se describió en los primeros años de los trasplantes.
El rechazo hiperagudo se produce por la existencia de anticuerpos preformados en el paciente receptor contra antígenos HLA del donante. Estos anticuerpos se unen a la superficie endotelial del arteriolas del injerto, activan el sistema de complemento y producen una lesión vascular grave, que incluye trombosis y obliteración de la vasculatura del injerto. Las células endoteliales son estimuladas para secretar factor von Willebrand, que media la adhesión y agregación plaquetarias. La activación del complemento inicia la cascada de la coagulación y la producción de múltiples mediadores inflamatorios. Finalmente, el tejido trasplantado sufre una isquemia irreversible.
Actualmente, este tipo de rechazo se considera excepcional ya que, con anterioridad al procedimiento quirúrgico, se realizan pruebas de histocompatibilidad, como la prueba cruzada o cross-match.
Se han documentado casos de rechazo en trasplante hepático aunque su incidencia es prácticamente anecdótica. Este tipo de rechazo se desarrolla a las pocas horas o días del trasplante y se desencadena por la activación del complemento, vasoconstricción y agregación plaquetar como resultado de la unión de los anticuerpos preformados al endotelio de los vasos del injerto.
El rechazo hiperagudo se caracteriza por isquemia y necrosis del injerto que ocurre desde el momento del trasplante hasta las 48 horas posteriores al trasplante. Se cree que es causado por anticuerpos citotóxicos presentes en el receptor que responden a antígenos tisulares en el órgano donante. Las manifestaciones del rechazo hiperagudo incluyen malestar general y fiebre alta. El rechazo se produce antes de que se produzca la vascularización del injerto. La plasmaféresis se puede utilizar para intentar eliminar los anticuerpos circulantes de la sangre. Sin embargo, por lo general el rechazo hiperagudo no responde al tratamiento y se requiere la extracción del órgano rechazado con un retransplante inmediato. 